# Hola Airlines
Hola Airlines was een Spaanse luchtvaartmaatschappij met haar thuisbasis in Palma de Mallorca.

## Geschiedenis
Hola Airlines is opgericht in 2002 door ex-stafleden van Air Europa Express.

## Bestemmingen
Naast chartervluchten voerde Hola Airlines lijnvluchten uit naar: (juli 2007)
- Bahrein, Madrid.

## Vloot
De vloot van Hola Airlines bestond uit: (augustus 2007)
- 2 Boeing B757-200
- 1 Boeing B737-300

Verhuurd zijn nog 4 B-737's.